# Мшанецька сільська рада (Теребовлянський район)
Мшане́цька сільська́ ра́да — адміністративно-територіальна одиниця та орган місцевого самоврядування в Теребовлянському районі Тернопільської області. Адміністративний центр — село Мшанець.

## Загальні відомості
- Мшанецька сільська рада утворена в 1939 році.
- Територія ради: 2,427 км²
- Населення ради: 1 098 осіб (станом на 2001 рік)

## Населені пункти
Сільській раді підпорядковані населені пункти:
- с. Мшанець

## Склад ради
Рада складається з 16 депутатів та голови.
- Голова ради: Киба Віктор Павлович

### Керівний склад попередніх скликань
| Прізвище, ім'я, по батькові | Основні відомості                                                                                                | Дата обрання | Дата звільнення |
| --------------------------- | --- | ------------ | --------------- |
| Киба Віктор Павлович        | Сільський голова, 1955 року народження, освіта середня спеціальна, член Всеукраїнського об'єднання «Батьківщина» | 26.03.2006   | 31.10.2010      |
| Киба Віктор Павлович        | Сільський голова, 1955 року народження, освіта середня спеціальна, безпартійний                                  | 31.10.2010   |                 |

Примітка: таблиця складена за даними сайту Верховної Ради України

### Депутати
За результатами місцевих виборів 2010 року депутатами ради стали:

#### За суб'єктами висування
| Суб'єкт висування | Кількість обраних депутатів | %   |
| ----------------- | --------------------------- | --- |
| Самовисування     | 16                          | 100 |

#### За округами
| № округу | Прізвище, ім'я, по батькові   | Дата визнання обраним | Освіта             | Партійна приналежність | Відомості про обраного депутата                    |
| -------- | ----------------------------- | --------------------- | ------------------ | ---------------------- | -------------------------------------------------- |
| 1        | Марцінів Петро Васильович     | 02.11.2010            | середня            | позапартійний          | приватний підприємець                              |
| 2        | Фурик Любов Степанівна        | 02.11.2010            | середня спеціальна | позапартійна           | СВАТ «Мшанецьке», обліковець                       |
| 3        | Кісіль Галина Степанівна      | 02.11.2010            | вища               | позапартійна           | Мшанецька загальноосвітня школа І-ІІ ст., директор |
| 4        | Енгель Іван Миколайович       | 02.11.2010            | середня спеціальна | позапартійний          | СВАТ «Мшанецьке», головний зоотехнік               |
| 5        | Якимів Руслан Ярославович     | 02.11.2010            | середня спеціальна | позапартійний          | СВАТ «Мшанецьке», слюсар                           |
| 6        | Довгошия Василь Володимирович | 04.11.2010            | вища               | позапартійний          | тимчасово не працює                                |
| 7        | Макогін Михайло Петрович      | 02.11.2010            | середня            | позапартійний          | тимчасово не працює                                |
| 8        | Бартецький Петро Адольфович   | 02.11.2010            | середня спеціальна | позапартійний          | Мшанецька загальноосвітня школа І-ІІ ст., витель   |
| 9        | Мороз Роман Іванович          | 02.11.2010            | вища               | позапартійний          | Тернопіль НЕУ, студент                             |
| 10       | Мисліцький Віталій Ігорович   | 02.11.2010            | вища               | позапартійний          | тимчасово не працює                                |
| 11       | Лешко Степан Володимирович    | 02.11.2010            | середня спеціальна | позапартійний          | Мшанецька сільська рада, діловод                   |
| 12       | Левицький Володимир Павлович  | 02.11.2010            | середня спеціальна | позапартійний          | Мшанецький СБК, художній керівник                  |
| 13       | Грицишин Світлана Іванівна    | 02.11.2010            | середня спеціальна | позапартійна           | Мшанецька сільська рада, головний бухгалтер        |
| 14       | Шкрибайло Степан Іванович     | 02.11.2010            | середня            | позапартійний          | тимчасово не працює                                |
| 15       | Довгань Марія Костянтинівна   | 02.11.2010            | середня спеціальна | позапартійна           | Мшанецька сільська рада, секретар                  |
| 16       | Багрій Роман Миколайович      | 02.11.2010            | середня            | позапартійний          | ВАТ «Тернопіль ГАЗ», слюсар                        |